# Neolithicum in China
| Jaar v.Chr. | China             | Westen                          |
| ----------- | ----------------- | ------------------------------- |
| 8000        | Vroegneolithicum  | Mesolithicum                    |
| 6000        | Middenneolithicum | Vroegneolithicum                |
| 5000        | Laatneolithicum   | Middenneolithicum               |
| 3000- 2000  | Laatneolithicum   | Laatneolithicum/ Chalcolithicum |

Het neolithicum in China is een Chinese archeologische cultuurperiode. Vindplaatsen moeten hierbij aan één of meer van de volgende vijf kenmerken voldoen: aanwezigheid van aardewerk, van geschuurde of gepolijste stenen werktuigen, een vaste woonplaats, verbouw van gewassen of het houden van dieren. Het begrip 'neolithisch' kreeg daarmee in China een ruimere betekenis dan in het westen. Men deed dit omdat de genoemde kenmerken zich in de diverse regio's in een van elkaar afwijkende volgorde ontwikkelden. Hierdoor bestaan er voor aanduidingen van deelperiodes binnen het neolithicum verschillen tussen westerse publicaties over China en die uit China zelf.

## Overgang van laatpaleolithicum naar neolithicum

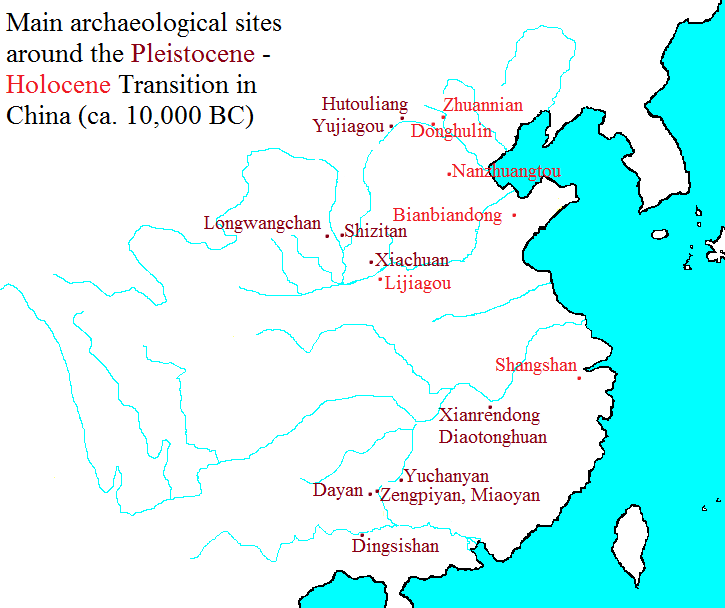
Belangrijkste archeologische vindplaatsen uit de overgangstijd van het laat-Pleistoceen naar het vroeg-Holoceen

Rond 10.000 v.Chr. kan men in China een noordelijke en een zuidelijke paleolithische cultuur onderscheiden. De geografische grens werd gevormd door de Qinling-bergketen. De meest opvallende artefacten van de noordelijke cultuur waren microlieten. Van deze Chinese microlieten zijn inmiddels meer dan 200 vindplaatsen bekend, verspreid over centraal en noord China. De belangrijkste is de Xiachuancultuur. De aangetroffen artefacten waren gemaakt van vuursteen of kwartsiet, waren blad-, kegel- of wigvormig en werden gebruikt als schrapers, projectielpunten of als snijvoorwerpen. De Chinese microlietencultuur was verwant met soortgelijke culturen in Mongolië (Ordosien), Siberië en het noordwesten van Amerika (Cloviscultuur).
Artefacten van de laatpaleolithische cultuur van Zuid-China zijn gevonden in kalksteengrotten en overhangende rotsen ten zuiden van de Yangzi, in Zuidwest-China en langs de zuidoostkust. In het binnenland leefde men van jacht en verzamelen, aan de kust vooral van de vangst van vis, schaal- en schelpdieren. Daar ontstonden (semi)-permanente verblijfplaatsen, vergelijkbaar met de Jomoncultuur in Japan en te herkennen aan grote schelphopen. Door de stijgende zeespiegel zijn de oudste nederzettingen echter verdwenen. Opvallend kenmerk was het vroege gebruik van aardewerk, zowel in het binnenland als aan de kust. Er zijn duidelijke overeenkomsten met de Vietnamese Hoabinhcultuur.

## Vroegneolithicum (8000-6000 v.Chr.)
Tot nu toe zijn de belangrijkste vindplaatsen uit de periode tussen 8000 en 6000 v.Chr Yuchanyan (district Dao in Hunan), Xianrendong en Diaotonghuan (beide in district Wannian in Jiangxi) en met name Nanzhuangtou (district Xushui in Hebei). Nanzhuangtou is de enige noordelijke vindplaats uit het vroege Holoceen. De hier gedane vondsten leverden echter niet meer op dan indirecte aanwijzingen voor de overgang naar sedentaire agrarische gemeenschappen:

### Stenen gebruiksvoorwerpen en gereedschappen
In Nanzhuangtou zijn maalstenen of slijpstenen gevonden (mo pan), wat kan duiden op verwerking van verzamelde eetbare wilde planten, maar ze kunnen ook zijn gebruikt voor het maken van andere werktuigen.

### Aardewerk

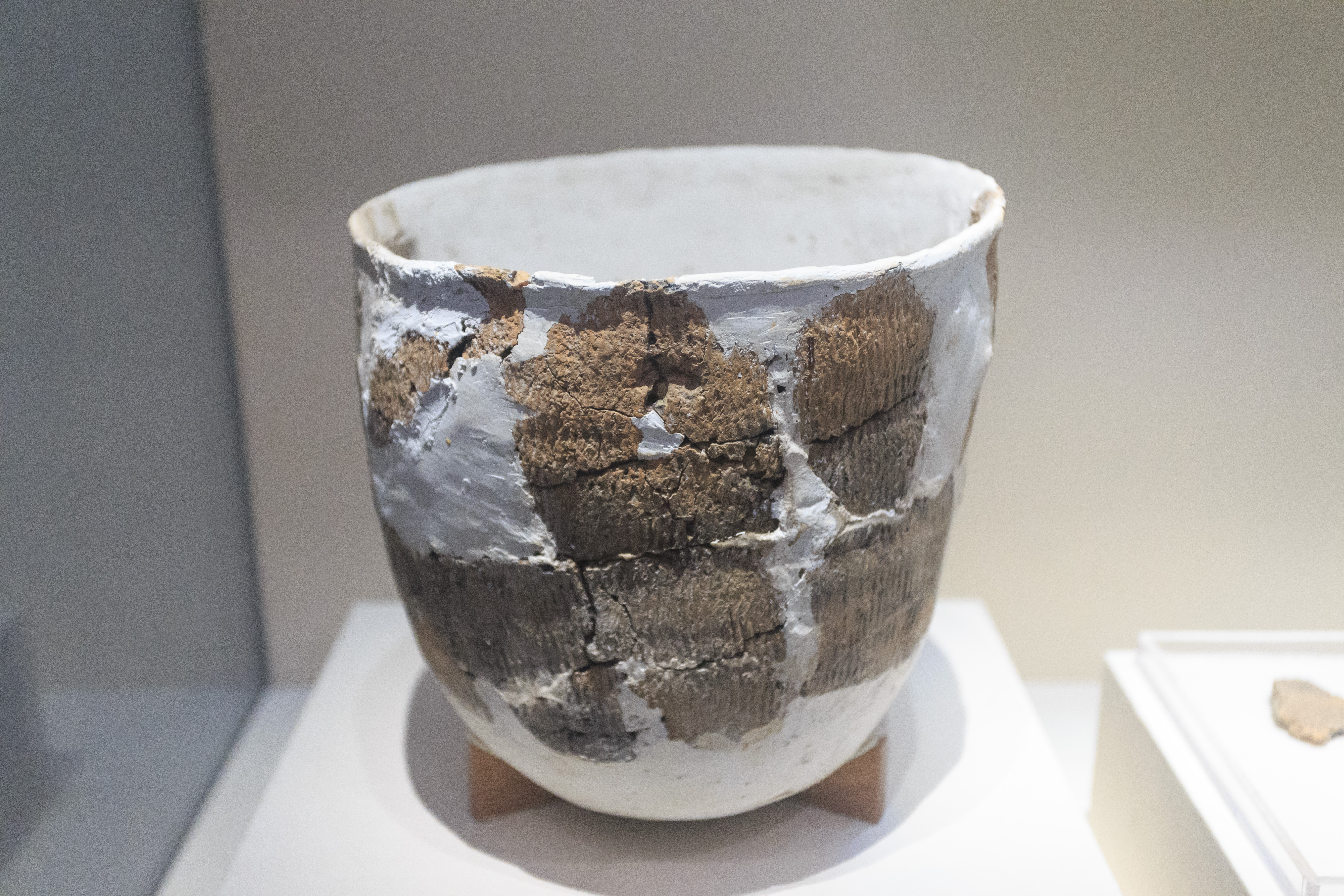
een in de Xianren-grot gevonden pot werd C14-gedateerd op 8.875 ± 240 BP

Het oudste in de Xianren-grot gevonden aardewerk dateerde al van het Laatste Glaciale Maximum (±18.000 v.Chr.). Op drie plaatsen in het noorden en minstens zes plaatsten in het zuiden zijn resten van aardewerk gevonden. Scherven afkomstig van Nanzhuangtou zijn gedateerd tussen 10.500 en 7500 v.Chr. De gevonden potscherven zijn restanten van kruiken. Zij waren gemaakt van een grove kleimassa, waren na het bakken zacht en poreus en hadden een rode of grijze kleur. Verder was hoornblende en vermiculiet als verschraling toegevoegd. Net als bij de potscherven van de Japanse Jomoncultuur hebben ook deze scherven touwversiering.

### (Semi)-permanente verblijfplaatsen
Er zijn stookplaatsen/haarden en askuilen gevonden in Ma’anshan in het Nihewanbekken.

### Gedomesticeerde dieren
In Nanzhuangtou zijn botten gevonden van mogelijk tot huisdier gemaakte honden. Het skelet van getemde honden (Canis familiaris) onderscheidt zich weinig van de vermoedelijke wilde voorouder, de Tibetaanse wolf (Canis lupus chanco), een kleine wolvensoort die zeer verspreid was gedurende het Pleistoceen. Waarschijnlijk werden de honden niet alleen gebruikt bij de jacht, maar ook als voedsel: de dieren aten de resten van de jacht en vormden zo een voedselvoorraad voor de mens. Uit in Nanzhuangtou gevonden botten van varkens kan niet worden opgemaakt of het om wilde of getemde varkens gaat. Gevonden botten van kippen waren bijna zeker van niet-gedomesticeerde exemplaren.

### Domesticatie van gierst
De trosgierst, (Setaria italica) was afkomstig van de groene naaldaar (setaria viridis). Mogelijk waren er drie onafhankelijke domesticaties van de trosgierst, één in Centraal-Azië (Afghanistan of Noordwest-Pakistan) en twee in China, (Xinglonggou in Binnen-Mongolië en de vallei van de Gele Rivier).
De pluimgierst, (Panicum miliaceum) is van onzekere afkomst, mogelijk Panicum miliaceum subsp. ruderale. Deze soort kwam vooral voor in de westelijke, droge, koele en hoger gelegen delen, zoals Gansu en is mogelijk voor het eerst gedomesticeerd binnen de Dadiwancultuur. Langs de Gele Rivier kunnen behalve de Dadiwancultuur rond 6000 v.Chr. nog drie op de verbouw van gierst gebaseerde culturen worden onderscheiden, de Houlicultuur in Shandong en de Peiligang en Cishancultuur aan de middenloop van de rivier.

### Domesticatie van rijst
Rijst heeft zich ontwikkeld uit de wilde rijstsoort Oryza rufipogon. Mogelijk waren er in China twee domesticaties, de Pengtoushancultuur aan de middenloop en de Kuahuqiao- en Hemuducultuur aan de benedenloop van de Yangzi. Er zijn twee varianten van gedomesticeerde rijst gevonden, Oryza sativa indica en Oryza japonica (korte, dikke korrels). Uit genetisch onderzoek blijkt echter dat de ontwikkeling van Oryza japonica uit Oryza rufipogon los stond van die van Oryza sativa indica uit de wilde variant, Oryza nivara.
Het vroegste bewijs van proto-Chinese rijstteelt is door koolstof-14-datering gedateerd rond 6000 v.Chr. en wordt geassocieerd met de Peiligangcultuur uit het Xinzheng-gebied, Henan.

## Culturen gebaseerd landbouw

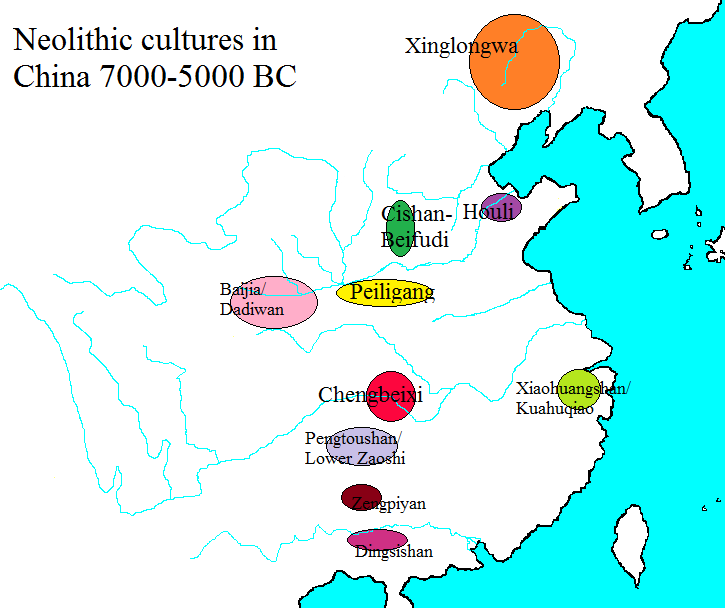
Neolithische culturen in China 7000-5000 v.Chr.

In Centraal China kunnen rond 6000 v. Chr drie middenneolithische culturen worden onderscheiden: de Cishancultuur in Hebei, de Peiligangcultuur, ten zuiden van de Gele Rivier in Henan en de Dadiwancultuur in de Weishuivallei van Shaanxi. Op dat moment was het klimaat warmer en natter dan tegenwoordig. Er werd gierst (Setaria italica) verbouwd. Men verzamelde vruchten en noten, waaronder de walnoot (Juglans regia) en de hazelnoot (Corylus leteraphylea). Als huisdieren hield men honden en varkens. Verder zijn er grote hoeveelheden botten van het Bankivahoen (Gallus gallus) gevonden. Dit kan betekenen dat men ook pluimvee heeft gehouden.
Of de Bailiandongcultuur in Guangxi kan worden beschouwd als een mesolithische cultuur is onzeker. Mogelijk dat gedurende het neolithicum landbouwers vanuit de vallei van de Jangtsekiang naar het zuiden zijn getrokken en hun kennis van de landbouw daar hebben toegepast. Dit zou voor Zuid-China een directe overgang van paleolithicum naar neolithicum hebben betekend.

## Regionale culturen

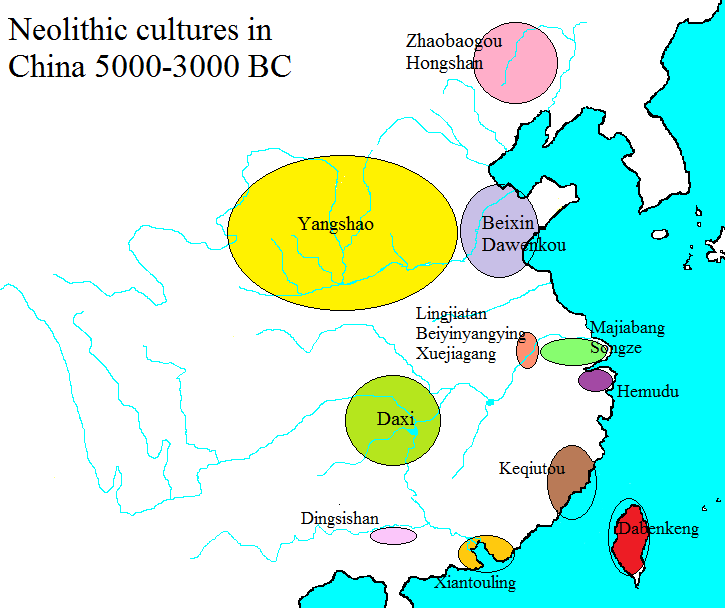
De belangrijkste neolithische culturen in China tussen 5000 en 3000 v.Chr.

Hoewel er reeds 11.000 v.Chr. aardewerk in China werd geproduceerd, is het voor archeologen pas vanaf 7000 v.Chr. mogelijk om op basis van aardewerk, (landbouw)werktuigen en grafvondsten verschillende regionale neolithische culturen van elkaar te onderscheiden. 
Tot het begin van de jaren 1980 zag men de culturen van de middenloop van de Gele Rivier als de bakermat van de Chinese beschaving. Die zou zich van daar uit hebben verspreid naar de randgebieden. Nu wordt aangenomen dat regionale culturen zich langs eigen wegen hebben ontwikkeld, elk met specifieke voor die cultuur geldende kenmerken. Uiteindelijk is de Chinese cultuur ontstaan door een proces van wederzijdse beïnvloeding, niet alleen tussen regionale culturen en die van de Centrale Vlakte, maar ook tussen regionale culturen onderling.
In onderstaand schema zijn voor de periode 7000 tot 1500 v.Chr. de belangrijkste neolithische culturen en oudste bronstijdculturen (vanaf 2000 v.Chr., voorzien van *) weergegeven. De datering van de diverse culturen vertoont in de literatuur grote onderlinge verschillen, de hier gekozen jaartallen kan daarom niet meer dan indicatief zijn.
| Jaar (voor Chr.) | Noordoost China (1) | Noordwest China (2) | Middenloop Gele Rivier (Zhongyuan) (3)        | Benedenloop Gele Rivier (4)                   | Benedenloop Jangtsekiang (5)                              | Middenloop Jangtsekiang (6)     | Sichuan (7)                                                                  | Zuidoost China (8)            | Zuidwest China (9) |
| ---------------- | --- | --- | --------------------------------------------- | --------------------------------------------- | --------------------------------------------------------- | ------------------------------- | ---------------------------------------------------------------------------- | ----------------------------- | ------------------ |
| 7500             | | | (Nanzhuangtou)                                | (Nanzhuangtou)                                | (Shangshan)                                               | (Xianrendong)                   |                                                                              |                               |                    |
| 7000             | Pengtoushan (inclusief Chengbeixi en Zaoshi) 7000-5800                                                                  | culturen met touwgemarkeerd aardewerk (waaronder Zengpiyan) 7000-5500                                                   | (Nanzhuangtou)                                | (Nanzhuangtou)                                | (Shangshan)                                               |                                 |                                                                              |                               |                    |
| 6500             | Pengtoushan (inclusief Chengbeixi en Zaoshi) 7000-5800                                                                  | culturen met touwgemarkeerd aardewerk (waaronder Zengpiyan) 7000-5500                                                   | Dadiwan                                       | Peiligang Cishan Jiahu Lijiacun 6500-5000     | (Shangshan)                                               | Houli 6500-5500                 |                                                                              |                               |                    |
| 6500             | Pengtoushan (inclusief Chengbeixi en Zaoshi) 7000-5800                                                                  | culturen met touwgemarkeerd aardewerk (waaronder Zengpiyan) 7000-5500                                                   | Xinglongwe 6200-5300                          | Peiligang Cishan Jiahu Lijiacun 6500-5000     | (Shangshan)                                               | Houli 6500-5500                 | Laoguantai = Baijia 6500-5000                                                |                               |                    |
| 6000             | Pengtoushan (inclusief Chengbeixi en Zaoshi) 7000-5800                                                                  | culturen met touwgemarkeerd aardewerk (waaronder Zengpiyan) 7000-5500                                                   | Xinglongwe 6200-5300                          | Peiligang Cishan Jiahu Lijiacun 6500-5000     | Kuahuqiao 6000-5000                                       | Houli 6500-5500                 | Laoguantai = Baijia 6500-5000                                                |                               |                    |
| 6000             | | culturen met touwgemarkeerd aardewerk (waaronder Zengpiyan) 7000-5500                                                   | Xinglongwe 6200-5300                          | Peiligang Cishan Jiahu Lijiacun 6500-5000     | Kuahuqiao 6000-5000                                       | Houli 6500-5500                 | Laoguantai = Baijia 6500-5000                                                |                               |                    |
| 5500             | | | Xinglongwe 6200-5300                          | Peiligang Cishan Jiahu Lijiacun 6500-5000     | Kuahuqiao 6000-5000                                       | Houli 6500-5500                 | Laoguantai = Baijia 6500-5000                                                |                               |                    |
| Beixin 5300-4100 | | | Xinglongwe 6200-5300                          | Peiligang Cishan Jiahu Lijiacun 6500-5000     | Kuahuqiao 6000-5000                                       |                                 | Laoguantai = Baijia 6500-5000                                                |                               |                    |
| Xinle 5300-4800  | | |                                               | Peiligang Cishan Jiahu Lijiacun 6500-5000     | Kuahuqiao 6000-5000                                       |                                 | Laoguantai = Baijia 6500-5000                                                |                               |                    |
| 5000             | Yangshao 5000-3000 (Vroeg Yangshao 5000-3500 -Banpo-fase 5000-4200 -Miaodigou-fase 4200-3500) (Laat Yangshao 3500-3000) | Yangshao 5000-3000 (Vroeg Yangshao 5000-3500 -Banpo-fase 5000-4200 -Miaodigou-fase 4200-3500) (Laat Yangshao 3500-3000) | Hemudu 5000-3800 Majiabang 5000-3800          | Daxi 5000-3300                                | Dapenkeng 5000-3000 Fuguodun 5000-3000 Keqiutou 4500-3500 |                                 |                                                                              |                               |                    |
| 5000             | Yangshao 5000-3000 (Vroeg Yangshao 5000-3500 -Banpo-fase 5000-4200 -Miaodigou-fase 4200-3500) (Laat Yangshao 3500-3000) | Yangshao 5000-3000 (Vroeg Yangshao 5000-3500 -Banpo-fase 5000-4200 -Miaodigou-fase 4200-3500) (Laat Yangshao 3500-3000) | Hemudu 5000-3800 Majiabang 5000-3800          | Daxi 5000-3300                                | Dapenkeng 5000-3000 Fuguodun 5000-3000 Keqiutou 4500-3500 |                                 |                                                                              |                               |                    |
| 4500             | Yangshao 5000-3000 (Vroeg Yangshao 5000-3500 -Banpo-fase 5000-4200 -Miaodigou-fase 4200-3500) (Laat Yangshao 3500-3000) | Yangshao 5000-3000 (Vroeg Yangshao 5000-3500 -Banpo-fase 5000-4200 -Miaodigou-fase 4200-3500) (Laat Yangshao 3500-3000) | Hemudu 5000-3800 Majiabang 5000-3800          | Daxi 5000-3300                                | Dapenkeng 5000-3000 Fuguodun 5000-3000 Keqiutou 4500-3500 | Zhaobaogou 4500-4000            |                                                                              |                               |                    |
| 4500             | Yangshao 5000-3000 (Vroeg Yangshao 5000-3500 -Banpo-fase 5000-4200 -Miaodigou-fase 4200-3500) (Laat Yangshao 3500-3000) | Yangshao 5000-3000 (Vroeg Yangshao 5000-3500 -Banpo-fase 5000-4200 -Miaodigou-fase 4200-3500) (Laat Yangshao 3500-3000) | Hemudu 5000-3800 Majiabang 5000-3800          | Daxi 5000-3300                                | Dapenkeng 5000-3000 Fuguodun 5000-3000 Keqiutou 4500-3500 | Zhaobaogou 4500-4000            | Dawenkou 4100-2600 (Vroeg 4100-3400) (midden 3400-3000) (laat 3000-2600)     |                               |                    |
| 4000             | Yangshao 5000-3000 (Vroeg Yangshao 5000-3500 -Banpo-fase 5000-4200 -Miaodigou-fase 4200-3500) (Laat Yangshao 3500-3000) | Yangshao 5000-3000 (Vroeg Yangshao 5000-3500 -Banpo-fase 5000-4200 -Miaodigou-fase 4200-3500) (Laat Yangshao 3500-3000) | Hemudu 5000-3800 Majiabang 5000-3800          | Daxi 5000-3300                                | Dapenkeng 5000-3000 Fuguodun 5000-3000 Keqiutou 4500-3500 | Hongshan (incl. Fuhe) 4000-3000 |                                                                              |                               |                    |
| 4000             | Yangshao 5000-3000 (Vroeg Yangshao 5000-3500 -Banpo-fase 5000-4200 -Miaodigou-fase 4200-3500) (Laat Yangshao 3500-3000) | Yangshao 5000-3000 (Vroeg Yangshao 5000-3500 -Banpo-fase 5000-4200 -Miaodigou-fase 4200-3500) (Laat Yangshao 3500-3000) | Songze 3800-3200                              | Daxi 5000-3300                                | Dapenkeng 5000-3000 Fuguodun 5000-3000 Keqiutou 4500-3500 | Hongshan (incl. Fuhe) 4000-3000 |                                                                              |                               |                    |
| 3500             | Yangshao 5000-3000 (Vroeg Yangshao 5000-3500 -Banpo-fase 5000-4200 -Miaodigou-fase 4200-3500) (Laat Yangshao 3500-3000) | Yangshao 5000-3000 (Vroeg Yangshao 5000-3500 -Banpo-fase 5000-4200 -Miaodigou-fase 4200-3500) (Laat Yangshao 3500-3000) | Qujialing 3500-2600                           |                                               | Dapenkeng 5000-3000 Fuguodun 5000-3000 Keqiutou 4500-3500 | Hongshan (incl. Fuhe) 4000-3000 |                                                                              |                               |                    |
| 3500             | Yangshao 5000-3000 (Vroeg Yangshao 5000-3500 -Banpo-fase 5000-4200 -Miaodigou-fase 4200-3500) (Laat Yangshao 3500-3000) | Yangshao 5000-3000 (Vroeg Yangshao 5000-3500 -Banpo-fase 5000-4200 -Miaodigou-fase 4200-3500) (Laat Yangshao 3500-3000) | Qujialing 3500-2600                           | Yingpanshan ca 3100?                          | Dapenkeng 5000-3000 Fuguodun 5000-3000 Keqiutou 4500-3500 | Hongshan (incl. Fuhe) 4000-3000 |                                                                              |                               |                    |
| 3500             | Majiayao 3300-2700 | Miadigou II 3000-2600                                                                                                   | Qujialing 3500-2600                           | Liangzhu 3200-2200                            | Dapenkeng 5000-3000 Fuguodun 5000-3000 Keqiutou 4500-3500 | Hongshan (incl. Fuhe) 4000-3000 |                                                                              |                               |                    |
| 3000             | Majiayao 3300-2700 | Miadigou II 3000-2600                                                                                                   | Qujialing 3500-2600                           | Liangzhu 3200-2200                            | Xiaoheyan 3000-2500                                       |                                 | Tanshishan 3500-2000 Shixia 3000-2400 Fengbitou Nianyuzhuan Hedang 3000-1000 |                               |                    |
| 3000             | Banshan 2700-2400 | Miadigou II 3000-2600                                                                                                   | Shijiahe 2500-2000                            | Liangzhu 3200-2200                            | Xiaoheyan 3000-2500                                       | Baodun 2800-2000                | Tanshishan 3500-2000 Shixia 3000-2400 Fengbitou Nianyuzhuan Hedang 3000-1000 |                               |                    |
| 3000             | Banshan 2700-2400 | * Henan-Longshan 2600-2000                                                                                              | Shijiahe 2500-2000                            | Liangzhu 3200-2200                            | Xiaoheyan 3000-2500                                       | Baodun 2800-2000                | Tanshishan 3500-2000 Shixia 3000-2400 Fengbitou Nianyuzhuan Hedang 3000-1000 | * Shandong-Longshan 2600-2000 |                    |
| 2500             | *Vroege Xiajiadian 2500-300                                                                                             | * Henan-Longshan 2600-2000                                                                                              | Machang 2400-2000                             | Liangzhu 3200-2200                            | Qinglongquan = (Hubei-Longshan) 2400-2000                 | Baodun 2800-2000                | Tanshishan 3500-2000 Shixia 3000-2400 Fengbitou Nianyuzhuan Hedang 3000-1000 | * Shandong-Longshan 2600-2000 |                    |
| 2500             | *Vroege Xiajiadian 2500-300                                                                                             | * Henan-Longshan 2600-2000                                                                                              | Machang 2400-2000                             | Baiyangcun 2200-2100                          | Qinglongquan = (Hubei-Longshan) 2400-2000                 | Baodun 2800-2000                | Tanshishan 3500-2000 Shixia 3000-2400 Fengbitou Nianyuzhuan Hedang 3000-1000 | * Shandong-Longshan 2600-2000 |                    |
| 2500             | *Vroege Xiajiadian 2500-300                                                                                             | * Henan-Longshan 2600-2000                                                                                              | *Qijia 2100-1900                              |                                               | Qinglongquan = (Hubei-Longshan) 2400-2000                 | Baodun 2800-2000                | Tanshishan 3500-2000 Shixia 3000-2400 Fengbitou Nianyuzhuan Hedang 3000-1000 | * Shandong-Longshan 2600-2000 |                    |
| 2000             | *Vroege Xiajiadian 2500-300                                                                                             | * Henan-Longshan 2600-2000                                                                                              | Dalongtan 2100-2000                           |                                               | Qinglongquan = (Hubei-Longshan) 2400-2000                 | Baodun 2800-2000                | Tanshishan 3500-2000 Shixia 3000-2400 Fengbitou Nianyuzhuan Hedang 3000-1000 | * Shandong-Longshan 2600-2000 |                    |
| 2000             | *Vroege Xiajiadian 2500-300                                                                                             | *Siba 1950-1500 | Dalongtan 2100-2000                           | *Erlitou 1900-1500                            | *Yueshi 1900-1500                                         |                                 | Tanshishan 3500-2000 Shixia 3000-2400 Fengbitou Nianyuzhuan Hedang 3000-1000 |                               |                    |
| 2000             | *Vroege Xiajiadian 2500-300                                                                                             | *Siba 1950-1500 | *Maqiao 1800-1200                             | *Erlitou 1900-1500                            | *Yueshi 1900-1500                                         |                                 | Tanshishan 3500-2000 Shixia 3000-2400 Fengbitou Nianyuzhuan Hedang 3000-1000 |                               |                    |
| 1500             | *Vroege Xiajiadian 2500-300                                                                                             | *Siba 1950-1500 | *Changjiang vanaf 1500 (inclusief Sanxingdui) | *Changjiang vanaf 1500 (inclusief Sanxingdui) | *Yueshi 1900-1500                                         |                                 | Tanshishan 3500-2000 Shixia 3000-2400 Fengbitou Nianyuzhuan Hedang 3000-1000 |                               |                    |

In de tabel worden de volgende negen geografische gebieden onderscheiden:
1. Noordoost-China: Binnen-Mongolië, Heilongjiang, Jilin en Liaoning.
2. Noordwest-China (de bovenloop van de Gele Rivier): Gansu, Qinghai en het westelijk deel van Shaanxi.
3. Noordcentraal-China (de middenloop van de Gele Rivier): Shanxi, Hebei, het westelijk deel van Henan en het oostelijk deel van Shaanxi. Dit is de 'Centrale Vlakte' (Zhongyuan), lang beschouwd als het gebied waar de Chinese beschaving is ontstaan en van waaruit ze zich heeft verspreid.
4. Oost-China (de benedenloop Gele Rivier): Shandong, Anhui, het uiterste noorden van Jiangsu en het oostelijk deel van Henan.
5. Oostzuidoost-China (de benedenloop van de Jangtsekiang): Zhejiang en het grootste deel van Jiangsu.
6. Zuidcentraal-China (de middenloop van de Jangtsekiang): Hubei en het noordelijk deel van Hunan.
7. Sichuan en de bovenloop van de Jangtsekiang.
8. Zuidoost-China: Fujian, Jiangxi, Guangdong, Guangxi, het zuidelijk deel van Hunan, de delta van de Rode Rivier in het noorden van Vietnam en het eiland Taiwan.
9. Zuidwest-China: Yunnan en Guizhou.